# جوناثان كان
جوناثان كان (بالإنجليزية: Jonathan Kane)‏ هو ملحن أمريكي، ولد في 4 نوفمبر 1956 في نيويورك في الولايات المتحدة.

## وصلات خارجية
- جوناثان كان على موقع ميوزك برينز (الإنجليزية)
- جوناثان كان على موقع أول ميوزيك (الإنجليزية)
- جوناثان كان على موقع ديسكوغز (الإنجليزية)